# Rio Corrente (vattendrag i Brasilien, Minas Gerais, lat -22,60, long -46,42)
Rio Corrente är ett vattendrag i Brasilien.   Det ligger i delstaten Minas Gerais, i den sydöstra delen av landet, 800 km söder om huvudstaden Brasília.
Omgivningen kring Rio Corrente är huvudsakligen savann. Området är ganska glesbefolkat, med 38 invånare per kvadratkilometer.